# What So Not
What So Not — электронный музыкальный проект австралийского продюсера Emoh Instead (Крис Эмерсон). Проект ранее был дуэтом с продюсером Flume (Харли Эдвард Стретен).

## История
Группа выпустила песню Jaguar 6 декабря 2013 года.
20 февраля 2015 года, Flume объявил на своей странице в Facebook, что он уходит из группы.
9 мая 2015 года, дебютный сингл Близнецы, с грядущего мини-альбома с одноимённым названием, достиг пика под номером 52 в австралийском чарте синглов. Руководил и придумывал название трека сиднейский певец и продюсер George Maple.
В ноябре 2015 года What So Not, Baauer и George Maple создали трек для австралийского хип-хоп артиста Tkay Maidza под названием Призрак. Песня была впервые исполнена на радиостанции Triple J.